# الروتاكسان

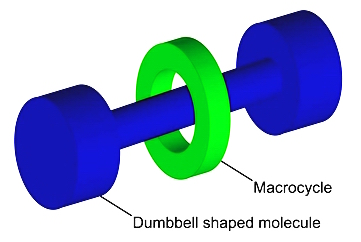
تمثيل رسومي للروتاكسان

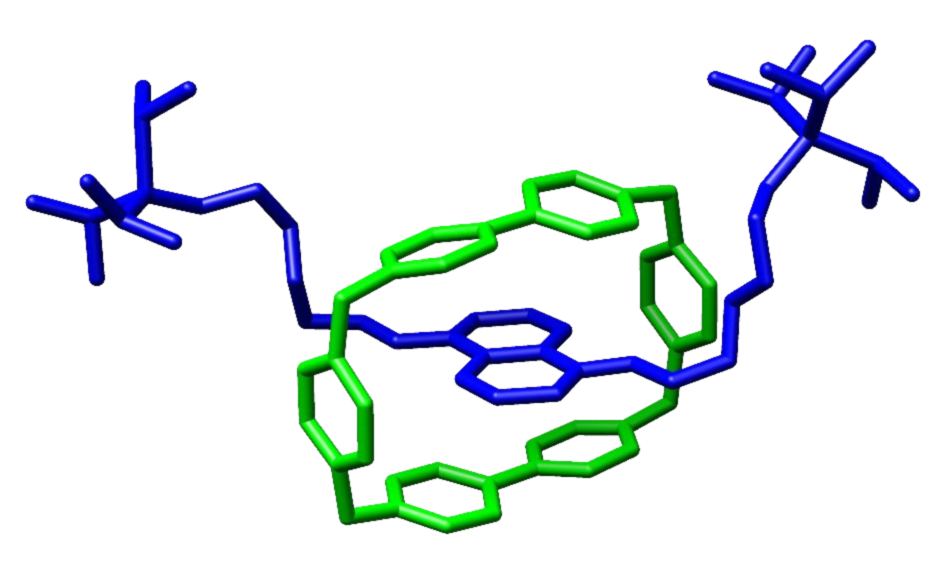
هيكل rotaxane له cyclobis (paraquat- -phenylene) macrocycle.

الروتاكسان عبارة عن بنية جزيئية متشابكة ميكانيكيًا تتكون من «جزيء على شكل دمبل» يتم تمريره عبر «حلقة كبيرة» (انظر التمثيل البياني). الاسم مشتق من اللاتينية للعجلة (روتا) والمحور. كما يتم  احتجاز محاور الروتاكسان حركيًا لأن نهايات الدمبل (غالبًا ما تسمى السدادات) أكبر من القطر الداخلي للحلقة وتمنع انسحاب المكونات لأن هذا قد يسبب تشويهًا كبيرًا للروابط التساهمية.

## نبذة
تركز الكثير من الأبحاث المتعلقة بالروتاكسانات وغيرها من البنى الجزيئية المتشابكة ميكانيكيًا، مثل الكاتينانات، على تركيبها الفعال أو استخدامها كآلات [[جزيئية اصطناعية. ومع ذلك، تم العثور على أمثلة للبنية  للروتاكسان في الببتيدات التي تحدث بشكل طبيعي، بما في ذلك الببتيدات عقدة السيستين، السيكلوتيدات أو الببتيدات اللاسو مثل ميكروسين J25.

## التركيب
اعتمد أول صنع  للروتاكسان في عام 1967 على احتمال إحصائي يبين بأنه إذا تم تفاعل نصفين من جزيء على شكل دمبل في حضور الحلقات الضخمة  يمكن توصيل نسبة صغيرة منها عبر الحلقة.و للحصول على كمية معقولة من الروتاكسان، تم إرفاق الحلقة الكبيرة بدعامة المرحلة الصلبة ومعالجتها بنصفي الدمبل 70 مرة ثم فصلها عن الدعم لإعطاء عائد 6٪. ومع ذلك، فقد صنع الروتاكسانات بشكل كبير ويمكن الحصول على عوائد فعالة من خلال التنظيم المسبق للمكونات باستخدام الرابطة هيدروجينية أو التنسيق المعدني أو القوى الهيدروفوبيه أو الروابط التساهمية أو التفاعلات الكولومبية. إن الاستراتيجيات الثلاث الأكثر شيوعًا لتجميع الروتاكسان هي "الغطاء" و "القطع" و "الانزلاق". وصف لي وزملاؤه مؤخرًا مسارًا جديدًا للبنى المتشابكة ميكانيكيًا يتضمن مركزًا معدنيًا انتقاليًا يمكنه تحفيز التفاعل عبر تجويف الحلقات الضخمة.

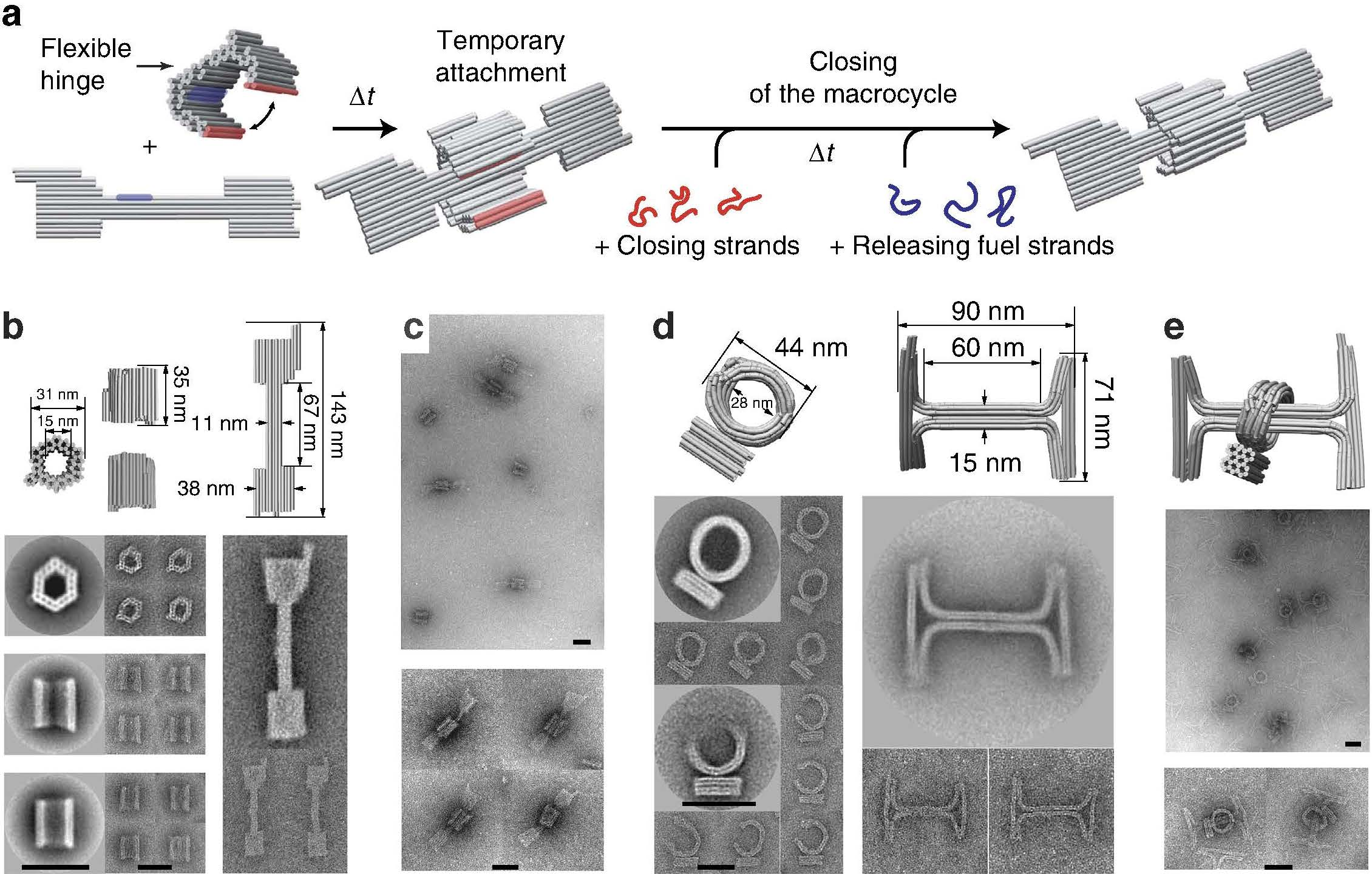
(أ) يتكون الروتاكسان من حلقة مفتوحة (R1) بمفصلة مرنة وهيكل اوريغامي DNA على شكل دمبل (D1). يتكون مفصل الحلقة من سلسلة من عمليات الانتقال الخيطية التي يتم فيها إدخال ثايمينات إضافية لتوفير مرونة أعلى. يتم توصيل الوحدات الفرعية للحلقة والمحور أولاً ووضعها فيما يتعلق ببعضها البعض باستخدام 18 نيوكليوتيدات طويلة، ونهايات لزجة تكميلية على بعد 33 نانومتر من مركز المحور (المناطق الزرقاء). ثم يتم إغلاق الحلقة حول محور الدمبل باستخدام خيوط إغلاق (حمراء)، متبوعة بإضافة خيوط تحرير تفصل الدمبل عن الحلقة عبر إزاحة حبلا بوساطة مقدمة القدم. (ب) النماذج ثلاثية الأبعاد وما يقابلها من صور TEM المتوسطة للحلقة وهيكل الدمبل. (ج) صور TEM للروتاكسانات المجمعة بالكامل (R1D1). (د) نماذج ثلاثية الأبعاد، صور TEM متوسطة وصورة أحادية الجسيم لـ R2 و D2 ، وحدات فرعية لتصميم روتاكسان بديل يحتوي على عناصر هيكلية منحنية. تتوافق صور TEM لهيكل الحلقة مع التكوينات المغلقة (العلوية) والمفتوحة (السفلية). (هـ) تمثيل ثلاثي الأبعاد وصور TEM لـ R2D2 rotaxane المجمعة بالكامل. شريط مقياس، 50 نانومتر.

### الغطاء

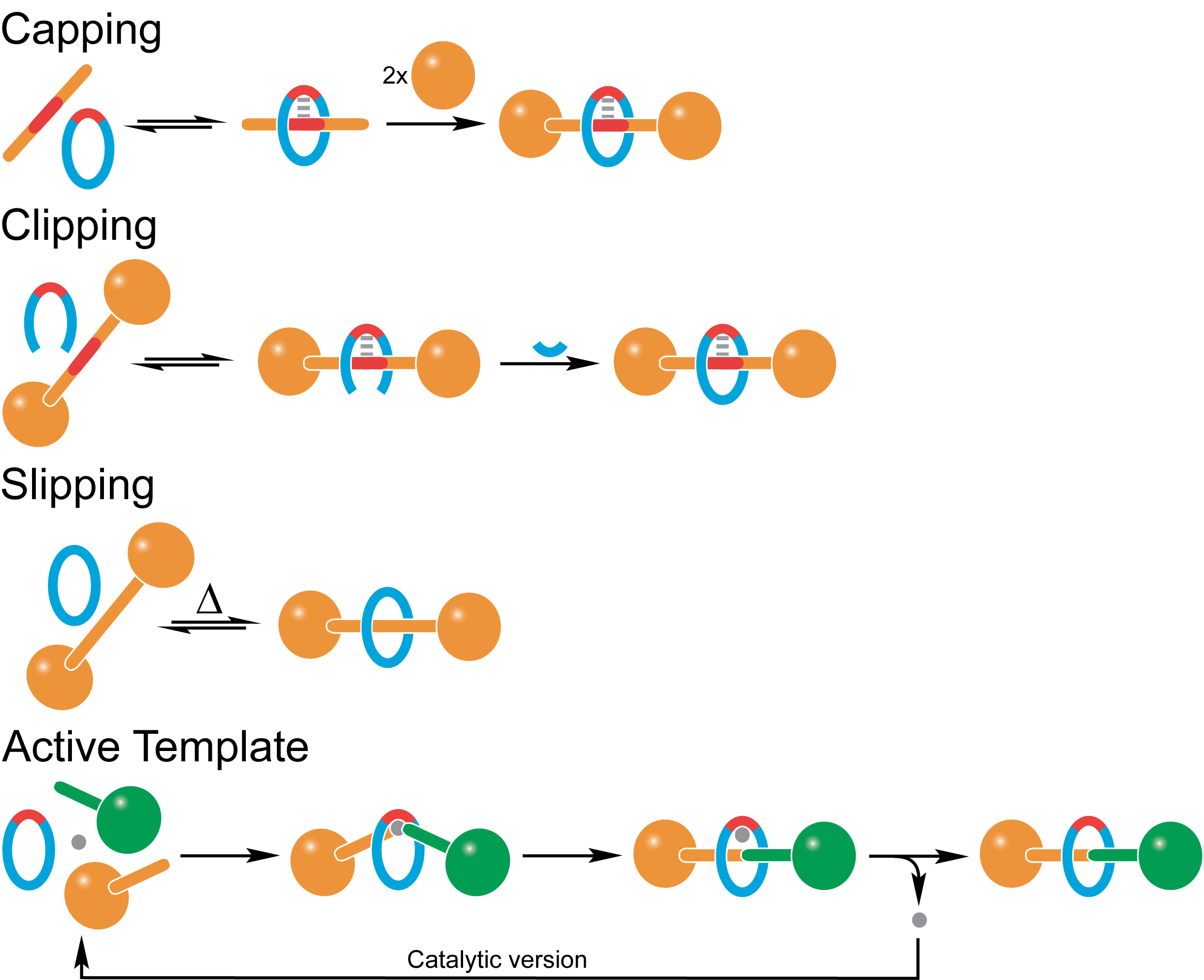
يمكن إجراء تركيب الروتاكسان عبر آلية "السد" أو "القص" أو "الانزلاق" أو "النموذج النشط"

يعتمد التوليف عبر طريقة الغطاء بقوة على تأثير القالب المدفوع بالديناميكا حرارية؛ وهذا يعني أن «الخيط» يتم تثبيته داخل «الحلقة الكبيرة» من خلال التفاعلات غير التساهمية، على سبيل المثال إن عمليات التكسير الدوراني مع حلقات الدكسترين الضخمة تنطوي على استغلال التأثير الهيدروفوبي. ثم يتم تحويل هذا المركب الديناميكي أو الروتاكسان الزائف إلى روتاكسان عن طريق تفاعل أطراف الضيف المترابط  مع مجموعات كبيرة، مما يمنع التفكك.

### القطع
تشبه طريقة القطع تفاعل الغطاء فيما عدا أنه في هذه الحالة يكون الجزيء  الذي على شكل دمبل مكتملًا ومرتبطًا بحلقات ضخمة جزئية. ثم تخضع الحلقات الضخمة الجزئية لتفاعل لإغلاق حلقة حول الجزيء المشكل لدمبل، مكونًا الروتاكسان.

### الانزلاق
طريقة الانزلاق هي طريقة تستغل الثبات الديناميكي الحراري للروتاكسان. فإذا كانت المجموعات الطرفية للدمبل ذات حجم مناسب، فستكون قادرة على المرور بشكل عكسي خلال الحلقات الضخمة في درجات الحرارة العالية. وعن طريق تبريد المركب الديناميكي فإنه يصبح محاصرًا بشكل حركي مثل الروتاكسان عند درجة حرارة منخفضة.

### منهجية «القالب النشط»
بدأ لي وزملاؤه مؤخرًا في استكشاف إستراتيجية يمكن أن تلعب فيها أيونات القوالب أيضًا دورًا نشطًا في تعزيز تفاعل تشكيل الرابطة التساهمية النهائي الحاسم الذي يأسر البنية المتشابكة (أي أن الفلز له وظيفة مزدوجة فهو يعمل كقالب لـ تشابك المركبات الطبيعية وتحفيز تكوين الرابطة التساهمية بين المواد المتفاعلة).

## التطبيقات المحتملة

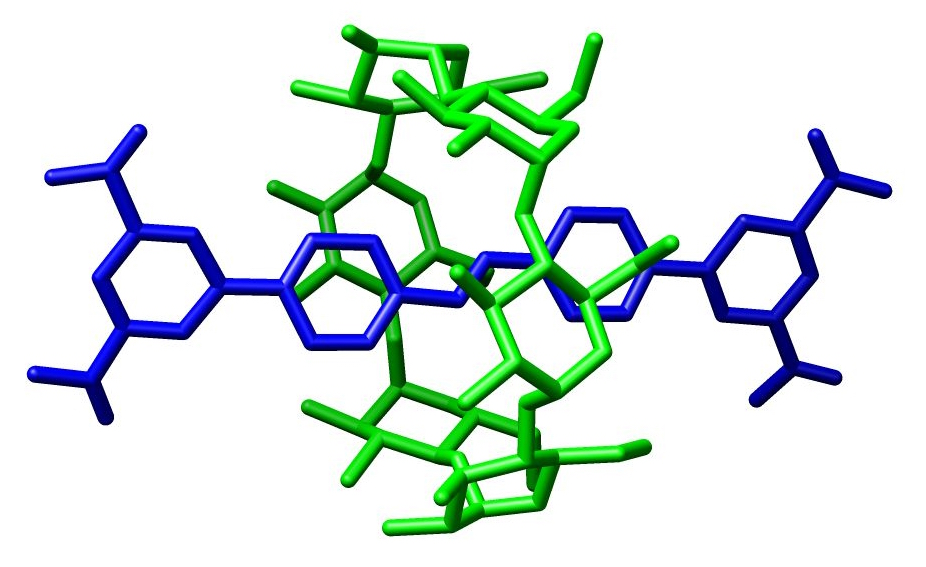
هيكل rotaxane مع α- السيكلودكسترين macrocycle.

### الآلات الجزيئية
كانت الآلات الجزيئية القائمة على الروتاكسان  ذات أهمية أولية لاستخدامها المحتمل في الإلكترونيات الجزيئية كعناصر تبديل جزيئي منطقي وكمكونات جزيئية، وعادة ما تعتمد هذه الآلات الجزيئية على حركة الحلقات الضخمة على الدمبل. حيث يمكن للحلقات الضخمة أن تدور حول محور الدمبل مثل عجلة ومحور أو يمكن أن تنزلق على طول محورها من موقع إلى آخر. ويسمح التحكم في موضع الحلقة الضخمة للروتاكسان بالعمل كمفتاح جزيئي، ومع كل موقع محتمل للحلقات الضخمة يتوافق مع حالة مختلفة.  حيث يمكن معالجة آلات الروتاكسان هذه عن طريق المدخلات الكيميائية والكيمياء الضوئية. وقد ثبت أيضًا أن الأنظمة القائمة على الروتاكسان تعمل كعضلات جزيئية. وفي عام 2009، كان هناك تقرير عن «تأثير الدومينو» من طرف إلى آخر في آلة الروتاكسان الجزيئية. وفي هذه الحالة، يمكن التحكم في الشكل الشبيه بالكرسي لسدادة مانوبيرانوز. وفي عام 2012، تم الإبلاغ عن حلقات ضخمة زائفة فريدة تتكون من آلات جزيئية لاسو مزدوجة (تسمى أيضًا الحلقات الدوارة). يمكن تشديد هذه الهياكل أو تخفيفها اعتمادًا على الرقم الهيدروجيني. كما لوحظ أن حركة  الانتقال السريع للحبل يمكن التحكم فيها في هذه الآلات الجزيئية الجديدة.

### الاصباغ فائقة الثبات
يعتمد التطبيق المحتمل كأصباغ طويلة الأمد على الاستقرار المعزز للجزء الداخلي لجزيء على شكل دمبل. كما أثبتت الدراسات التي أجريت على أصباغ روتاكسان آزو المحمية بالسيكلودكسترين هذه الخاصية. وقد ثبت أيضًا أن صبغات سكوارين الأكثر تفاعلًا قد عززت الاستقرار عن طريق منع هجوم النيوكليوفي لسكورين الداخلي. كما يعزو الثبات المعزز لأصباغ الروتاكسان إلى التأثير العازل للحلقات الضخمة، والقادرة على منع التفاعلات مع الجزيئات الأخرى.

### التسجيل النانوي
في تطبيق التسجيل النانوي،  يتم ترسيب روتاكسان معين على هيئة فيلم Langmuir-Blodgett على الزجاج المطلي بـ. ITO وعندما يتم تطبيق مقياس الفولط الموجب بطرف مجس مجهر المسح النفقي، تتحول حلقات الروتاكسان في منطقة الطرف إلى جزء مختلف من الدمبل كما أن التشكيل الجديد الناتج يجعل الجزيئات تبرز بمقدار0.3 نانومتر من السطح. وهذا الاختلاف في الارتفاع يكفي لنقطة الذاكرة. ومن غير المعروف حتى الآن كيفية محو فيلم  سجل نانوي.

## التسمية
التصنيف المقبول هو تعيين عدد مكونات الروتاكسان الموجودة بين قوسين كبادئة. لذلك، يُطلق على الروتاكسان المكون من جزيء محوري واحد على شكل دمبل مع حلقة ضخمة  واحدة حول عمودها اسم روتاكسان، كما يطلق أيضا على  اثنين من السيانوستار الجزيئات حول مجموعة الفوسفات المركزية للديالكيل فوسفات أسم  الروتاكسان.